# Нірмал Пурджа
Нірмал Пурджа (неп. निर्मल पुर्जा; 1982/1983) — непальський альпініст, колишній гуркха і солдат Спеціальної човнової служби (SBS), елітного підрозділу спецназу Королівського флоту Сполученого Королівства. Відомий тим, що 2019 року піднявся на всі чотирнадцять восьмитисячників за рекордний час — 6 місяців 6 днів.

## Біографія
Нірмал Пурджа народився в районі М'ягді неподалік від гори Дхаулагірі на висоті 1 600 м над рівнем моря. Виріс у районі Читван.
У 2003 році почав служити в бригаді гуркхів, де служив до 2008 року, а 2009 року поступив в Особливу човнову службу. У 2018 році пішов у відставку в званні молодшого капрала, щоб зосередитися на своїй альпіністській кар'єрі.
Він зробив свій перший серйозний альпіністський підйом в 2012 році на східну вершину Лобуче без будь-якого попереднього досвіду альпінізму.
18 травня 2014 року підкорив свій перший восьмитисячник — Дхаулагірі (8 167 м).
13 травня 2016 року Пурджа підкорив гору Еверест, свій другий восьмитисячник.
15 травня 2017 року Пурджа очолив експедицію «G200E», яка підкорила Еверест разом з 13 гуркхами, щоб відсвяткувати 200-річчя служби гуркхів у британській армії.
9 червня 2018 року став кавалером ордена Британської імперії (MBE) за видатну роботу у висотному альпінізмі.

## Проєкт «Можливість 14/7»
| Гора         | Висота (м) | Дата сходження        |
| ------------ | ---------- | --------------------- |
| Аннапурна    | 8091       | 23 квітня 2019        |
| Дхаулагірі   | 8167       | 12 травня 2019        |
| Канченджанґа | 8586       | 14 травня 2019        |
| Еверест      | 8848       | 05:30, 22 травня 2019 |
| Лхоцзе       | 8516       | 15:45, 22 травня 2019 |
| Макалу       | 8485       | 24 травня 2019        |
| Нангапарбат  | 8126       | 3 липня 2019          |
| Гашербрум I  | 8080       | 15 липня 2019         |
| Гашербрум II | 8035       | 17 липня 2019         |
| К2           | 8614       | 24 липня 2019         |
| Броуд-Пік    | 8051       | 26 липня 2019         |
| Чо-Ойю       | 8201       | 23 вересня 2019       |
| Манаслу      | 8156       | 27 вересня 2019       |
| Шишабангма   | 8027       | 29 жовтня 2019        |

15 березня 2019 року Нірмал Пурджа оголосив про старт програми «Project Possible — 14/7», метою якої було сходження на 14 восьмитисячників протягом одного сезону за сім місяців. Учасники планували використовувати додатковий кисень.
Першою горою проєкту для Нірмала стала Аннапурна, на яку він разом з членами своєї команди піднявся 23 квітня. Після спуску команда дізналася, що на горі потребує порятунку малайзієць Вуй Кін Чин. Непальці взялися за рятувальні роботи і вертольотом їх закинули в третій табір на висоті 6 500 м. Подолавши кілометр угору, вони змогли дістатися до альпініста і спустили його в третій табір, де його забрав вертоліт. Попри зусилля рятувальників, малайзієць помер у лікарні 3 травня.
Не зважаючи на витрачені під час рятувальних робіт сили та затримку, непальська команда продовжила програму і 12 травня Пурджа піднявся на вершину Дхаулагірі. Під час спуску непальці знову брали участь у рятувальній операції, надаючи допомогу індійським альпіністам, які потрапили в снігову бурю. І попри це, 14 травня Пурджа піднявся на третю вершину світу — Канченджангу.
22 травня команда Нирмала підкорила відразу дві вершини. Вранці о 5:30 Пурджа був на вершині Евересту, а о 15:45 підкорив Лхоцзе, встановивши рекорд швидкісного проходження зв'язки цих двох гір. Ще через два дні непалець завершив весняну частину програми, піднявшись на Макалу. Зв'язку Джомолунгма-Лхоцзе-Макала Пурджа пройшов за 48 годин і 30 хвилин, що також стало новим рекордом. У весняній частині програми Нірмалу допомагали шерпи Мінгма «Давид» Шерпа, Зексон Сон, Гельєн Шерпа і Тенсі Касанг.
7 червня 2019 Пурджа заявив, що перериває програму через проблеми з фінансуванням. Однак у подальшому кошти було знайдено і непальська команда продовжила сходження, підкоривши 3 липня Нангапарбат. Через два тижні Пурджа підкорив Перший і Другий Гашербрум, 15 і 17 липня відповідно.
Наступною метою Нірмал вибрав К2, незважаючи на те, що на схилах склалася складна ситуація через велику кількість снігу в передвершинному кулуарі «пляшкове горлечко». Вранці 24 липня Пурджа з командою помічників, до якої входили Лакпаденді Шерпа, Гашман Таманг, Чангба Шерпа і Лакпа Темба, піднялися на другу вершину світу, відкривши шлях іншим командам. Вже через два дні Пурджа закінчив пакистанську частину програми, піднявшись на вершину Броуд-Пік. На п'ять восьмитисячників у Пакистані непалець витратив всього 23 дні, встановивши, крім цього, швидкісний рекорд проходження трьох найвищих вершин світу (Еверест, К2 і Канченджанґа), витративши на їх подолання 70 днів.
Третій і останній етап проєкту розпочався у вересні 2019 року. Нірмал здійснив сходження на Чо-Ойю 23 вересня і на Манаслу 27 вересня. Несподівані проблеми виникли з останнім і найнижчим восьмитисячником — Шишабангма, дозвіл на штурм якого китайська влада не видавала. Пурджа розглядав варіант замість Шишабангми зійти на Гьячунг-Канг — п'ятнадцяту гору світу, найвищий семитисячник. Однак після офіційного звернення непальського уряду до Китаю спеціальний дозвіл для сходження Шишабангму було надано. 18 жовтня Нірмал у складі команди з п'яти чоловік вирушив до Тибету для штурму останнього восьмитисячника. Попри складні погодні умови, рано вранці 29 жовтня Нірмал Пурджа зійшов на Шишапангму й успішно завершив проєкт.
На 14 сходжень Нірмал витратив 6 місяців і 6 днів (177 днів), перевершивши попередній рекордний час корейця Кім Чан Хо на понад сім років.